# Liste der Biografien/Gera
Liste der Biografien |
Portal Biografien |
Personensuche
# |
A |
B |
C |
D |
E |
F |
G |
H |
I |
J |
K |
L |
M |
N |
O |
P |
Q |
R |
S |
T |
U |
V |
W |
X |
Y |
Z |
?
 
Ga |
Gb |
Gc |
Gd |
Ge |
Gf |
Gh |
Gi |
Gj |
Gk |
Gl |
Gm |
Gn |
Go |
Gp |
Gq |
Gr |
Gs |
Gu |
Gv |
Gw |
Gy |
Gz
 
Gea |
Geb |
Gec |
Ged |
Gee |
Gef |
Geg |
Geh |
Gei |
Gej |
Gek |
Gel |
Gem |
Gen |
Geo |
Gep |
Ger |
Ges |
Get |
Geu |
Gev |
Gew |
Gex |
Gey |
Gez
 
Gera |
Gerb |
Gerc |
Gerd |
Gere |
Gerf |
Gerg |
Gerh |
Geri |
Gerk |
Gerl |
Germ |
Gern |
Gero |
Gerp |
Gerr |
Gers |
Gert |
Geru |
Gerv |
Gerw |
Gery |
Gerz
Die Liste der Biografien führt alle Personen auf, die in der deutschsprachigen Wikipedia einen Artikel haben. Dieses ist eine Teilliste mit 167 Einträgen von Personen, deren Namen mit den Buchstaben „Gera“ beginnt.

## Gera
- Géra, Imre (* 1947), ungarischer Radrennfahrer
- Gera, Josef Anton (1938–1997), deutsches Opfer rechtsextremer Gewalt
- Gera, József (1896–1946), ungarischer Politiker und NS-Kriegsverbrecher
- Gera, Lucio (1924–2012), argentinischer Theologe
- Gera, Manuel (* 1963), deutscher Kirchenmusiker und Organist
- Gera, Zoltán (* 1979), ungarischer Fußballspieler

### Geraa
- Geraads, Denis (* 1951), französischer Paläoanthropologe und Paläontologe
- Geraats, Petra M., niederländische Ökonomin

### Gerab
- Gerabek, Werner E. (* 1952), deutscher Germanist und Medizinhistoriker, Hochschullehrer und Verleger

### Gerac
- Gerace, Dianne (* 1943), kanadische Fünfkämpferin, Hoch- und Weitspringerin
- Gerach, Timo (* 1986), deutscher Fußballschiedsrichter

### Gerad
- Gerada, Emanuele (1920–2011), maltesischer Geistlicher, römisch-katholischer Bischof und vatikanischer Diplomat

### Gerae
- Geraei, Mohammadreza (* 1996), iranischer Ringer
- Geraerts, Harry (* 1945), niederländischer Sänger
- Geraerts, Karel (* 1982), belgischer FußballspielerKarel Geraerts (* 1982)

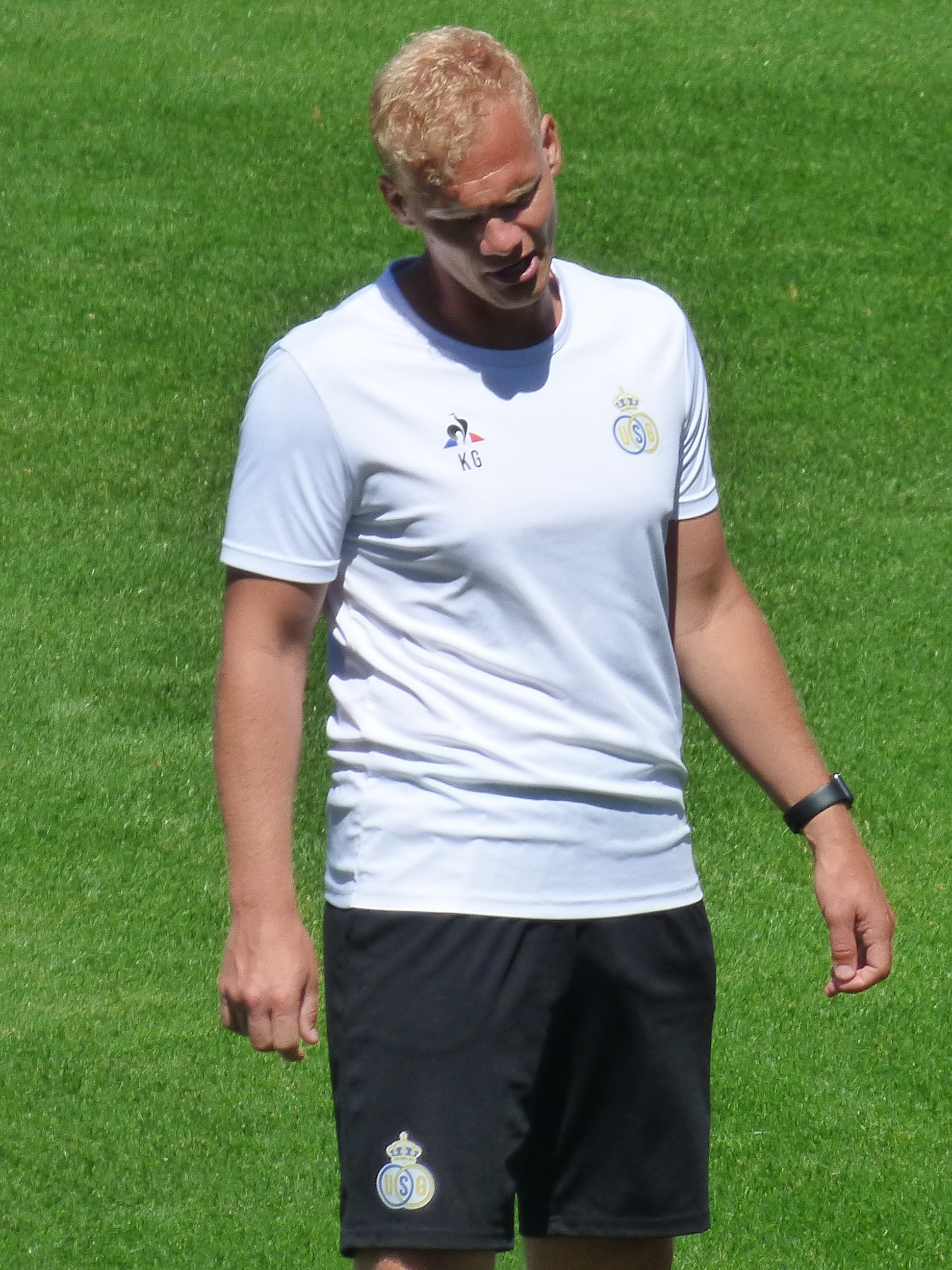
Karel Geraerts (* 1982)

### Gerag
- Geraghty, Agnes (1907–1974), US-amerikanische Schwimmerin
- Geraghty, Brian (* 1975), US-amerikanischer Film- und TheaterschauspielerBrian Geraghty (* 1975)

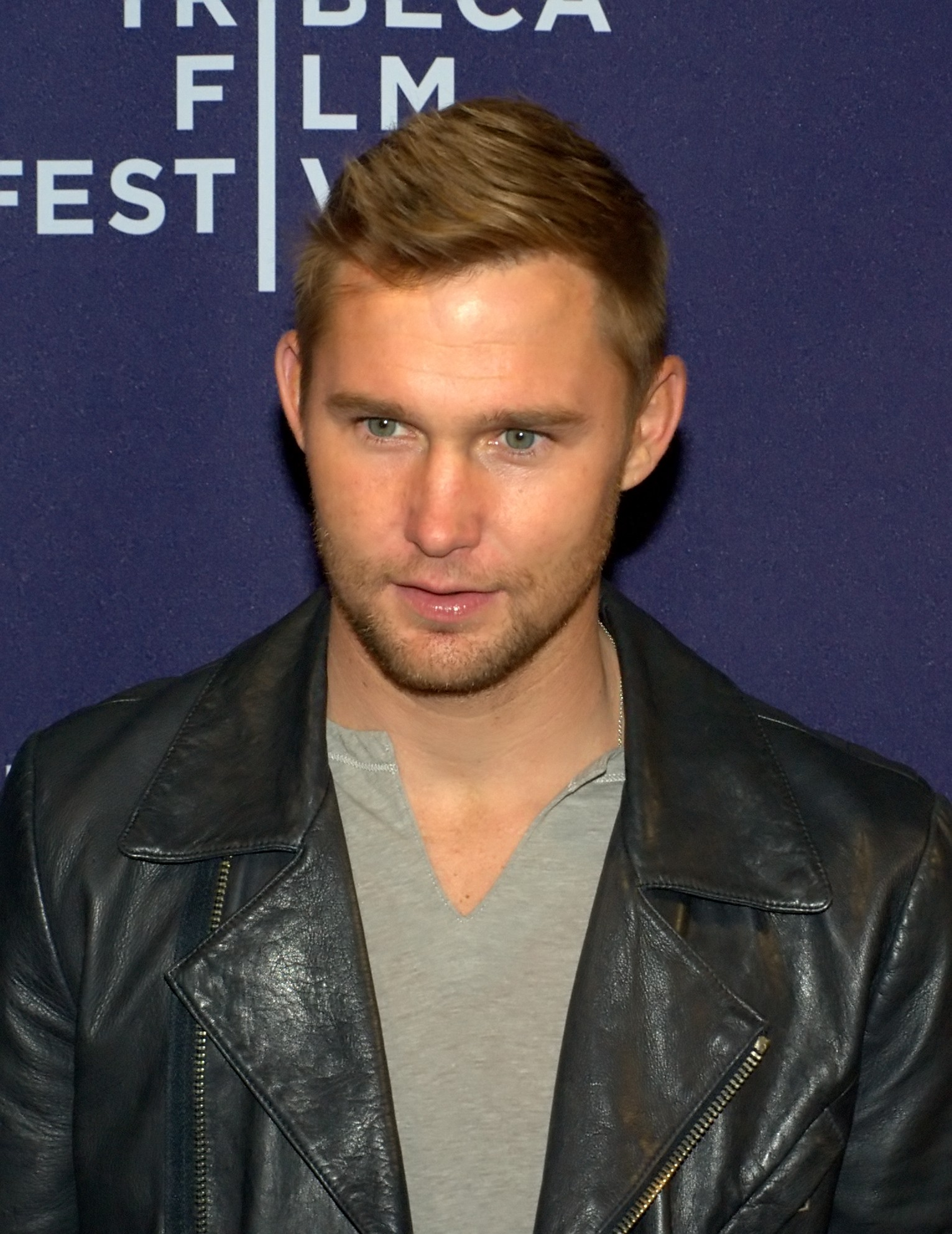
Brian Geraghty (* 1975)

- Geraghty, Carmelita (1901–1966), US-amerikanische Schauspielerin
- Geraghty, Des (* 1943), irischer Politiker, MdEP für Irland
- Geraghty, Kelly (* 1977), australische Synchronschwimmerin
- Geraghty, Marita (* 1962), US-amerikanische Schauspielerin
- Geraghty, Naomi (* 1969), irisch-amerikanische Filmeditorin
- Geraghty-Moats, Tara (* 1993), US-amerikanische Wintersportlerin

### Gerah
- Gerahty, Digby George (1898–1981), englischer Schriftsteller

### Gerak
- Gerakakis, Evangelos (1871–1913), griechischer Leichtathlet und Bäcker
- Gerakaris, Limberakis (1645–1710), griechischer Pirat, Bey von Mani

### Geral
- Geralavičius, Vaidievutis Ipolitas (* 1952), litauischer Mathematiker, Diplomat und Professor
- Gerald González, Jimar (* 2002), chilenische Tennisspielerin
- Gerald of Windsor, anglonormannischer Adliger und Stammvater der weitverzweigten irischen Adelsfamilie Fitzgerald
- Gerald von Aurillac († 909), Heiliger der römisch-katholischen Kirche
- Gerald von Ostia († 1077), Bischof von Ostia und Heiliger der katholischen Kirche
- Gerald von Wales (1146–1223), mittelalterlicher Geistlicher und Chronist
- Gérald, Jim (1889–1958), französischer Schauspieler
- Gerald, Matt (* 1970), US-amerikanischer Schauspieler
- Geraldes, André (* 1991), portugiesischer Fußballspieler
- Geraldes, Chico (* 1995), portugiesischer Fußballspieler
- Geraldes, Fernando (* 1959), dominikanischer Dirigent, Chorleiter, Sänger und Musikpädagoge
- Geraldes, María de Fátima (* 1953), dominikanische Pianistin
- Geraldini, Angelus (1422–1486), italienischer römisch-katholischer Geistlicher, Bischof von Sessa Aurunca und von Cammin
- Geraldino (* 1959), deutscher KinderliedermacherGeraldino (* 1959)

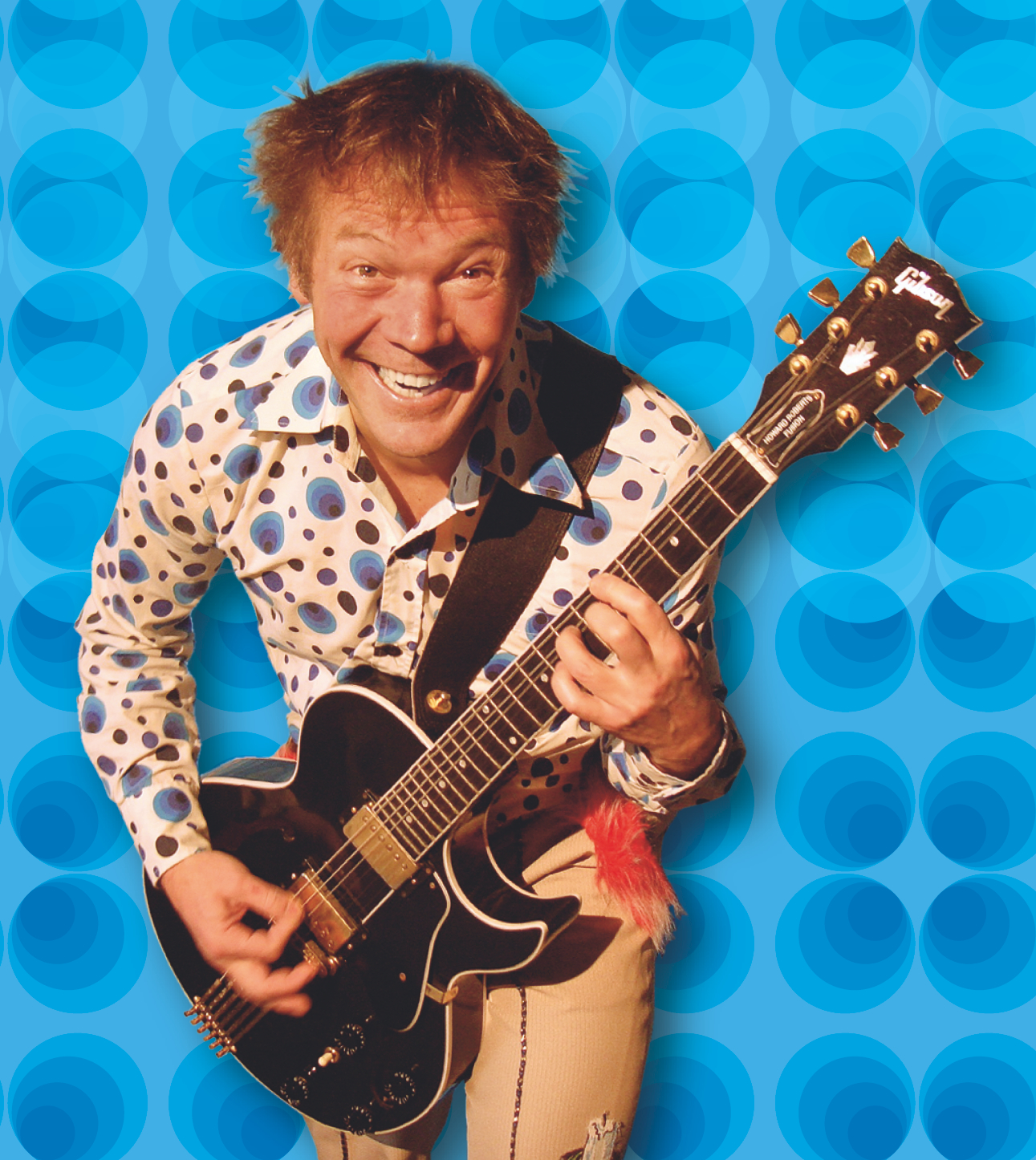
Geraldino (* 1959)

- Geraldino, Thomas († 1755), spanischer Diplomat, Botschafter Spaniens im Vereinigten Königreich (1731–1739)
- Geraldo (1904–1974), englischer Bandleader
- Geraldo de São José (1709–1760), portugiesischer römisch-katholischer Bischof von Malakka
- Geraldo sem Pavor, Abenteurer und Miliz-Anführer
- Geraldo, Denilson (* 1969), brasilianischer römisch-katholischer Ordensgeistlicher und Weihbischof in Brasília
- Geraldo, João (* 1995), portugiesischer Tischtennisspieler
- Geraldo, Tino di (* 1960), spanischer Jazzmusiker
- Geraldy, Ludwig (1887–1953), deutscher Politiker (CVP), MdL Saarland
- Géraldy, Paul (1885–1983), französischer Schriftsteller

### Geram
- Geramb, Ferdinand von (1772–1848), österreichischer Adeliger und Militär, Freikorpsführer, Mönch, Trappistenabt
- Geramb, Leopold von (1774–1845), österreichischer General der Kavallerie und Ritter des Maria-Theresia-Ordens
- Geramb, Viktor (1884–1958), österreichischer Volkskundler in der SteiermarkViktor Geramb (1884–1958)

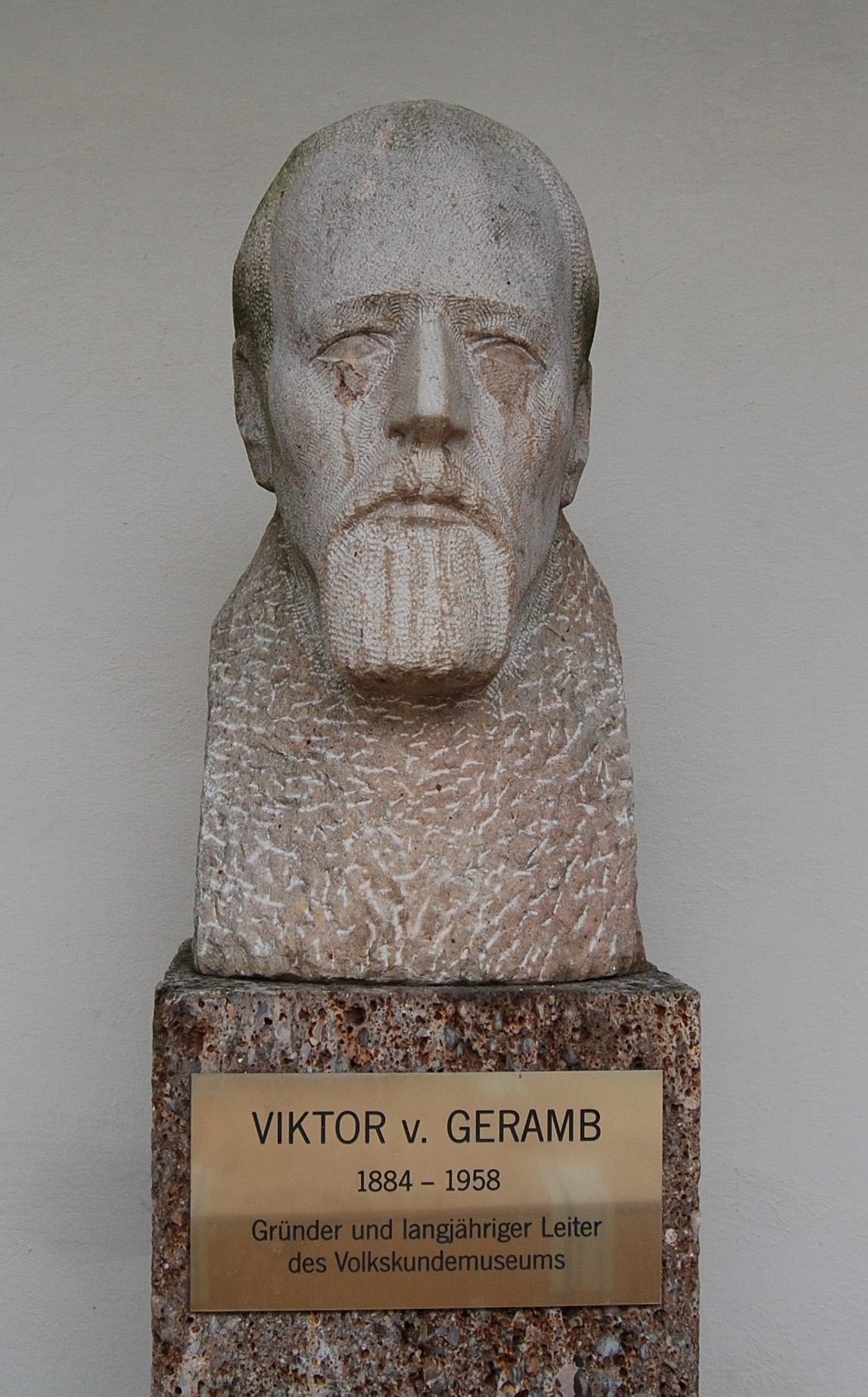
Viktor Geramb (1884–1958)

### Geran
- Geran, Elmer H. (1875–1954), US-amerikanischer Jurist und Politiker
- Geran, Gerry (1895–1981), US-amerikanischer Eishockeyspieler

### Gerap
- Gerapetritis, Giorgos (* 1967), griechischer Politiker und Hochschullehrer

### Gerar
- Gerar, Marcelle (1891–1970), französische Sängerin (Sopran)
- Gerard (* 1987), österreichischer Rapper
- Gerard d’Athée, französischer Söldnerführer und Beamter im Dienst der englischen Könige
- Gérard de Brogne († 959), Abt und Heiliger der katholischen Kirche
- Gérard de la Guette († 1322), französischer Adliger und oberster Finanzbeamter des Königs Ludwig X.
- Gérard de Ridefort († 1189), Großmeister des Templerordens
- Gerard von Rouen († 1108), englischer Geistlicher, später Lordkanzler von England und Erzbischof von York
- Gérard von Sées († 1157), Bischof von Sées
- Gerard Zerbold van Zutphen (1367–1398), spätmittelalterlicher Theologe und Schriftsteller
- Gerard, Alexander († 1795), schottischer Philosoph
- Gerard, Alexander (1792–1839), schottischer Geograph und Entdecker
- Gérard, Alexander (* 1949), deutscher Architekt und Immobilien-Projektentwickler
- Gérard, Antoine (* 1995), französischer Nordischer Kombinierer
- Gérard, Arnaud (* 1984), französischer Radrennfahrer und Sportlicher Leiter
- Gérard, Balthasar († 1584), französischer Attentäter, Mörder Wilhelm von OraniensBalthasar Gérard († 1584)

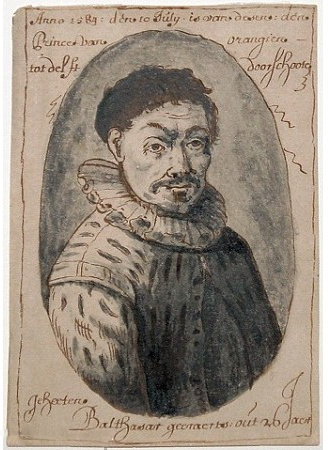
Balthasar Gérard († 1584)

- Gerard, Bob (1914–1990), britischer Rennfahrer
- Gerard, Caitlin (* 1988), US-amerikanische Schauspielerin
- Gérard, Célestin (1821–1885), französischer Konstrukteur, Industrieller
- Gérard, Charles (1857–1932), belgischer Landschafts-, Veduten- und Marinemaler
- Gérard, Charles (1922–2019), französischer Schauspieler und Drehbuchautor
- Gérard, Claire (1889–1971), belgische Theater- und Filmschauspielerin
- Gérard, Danyel (* 1939), französischer Schlagersänger und KomponistDanyel Gérard (* 1939)

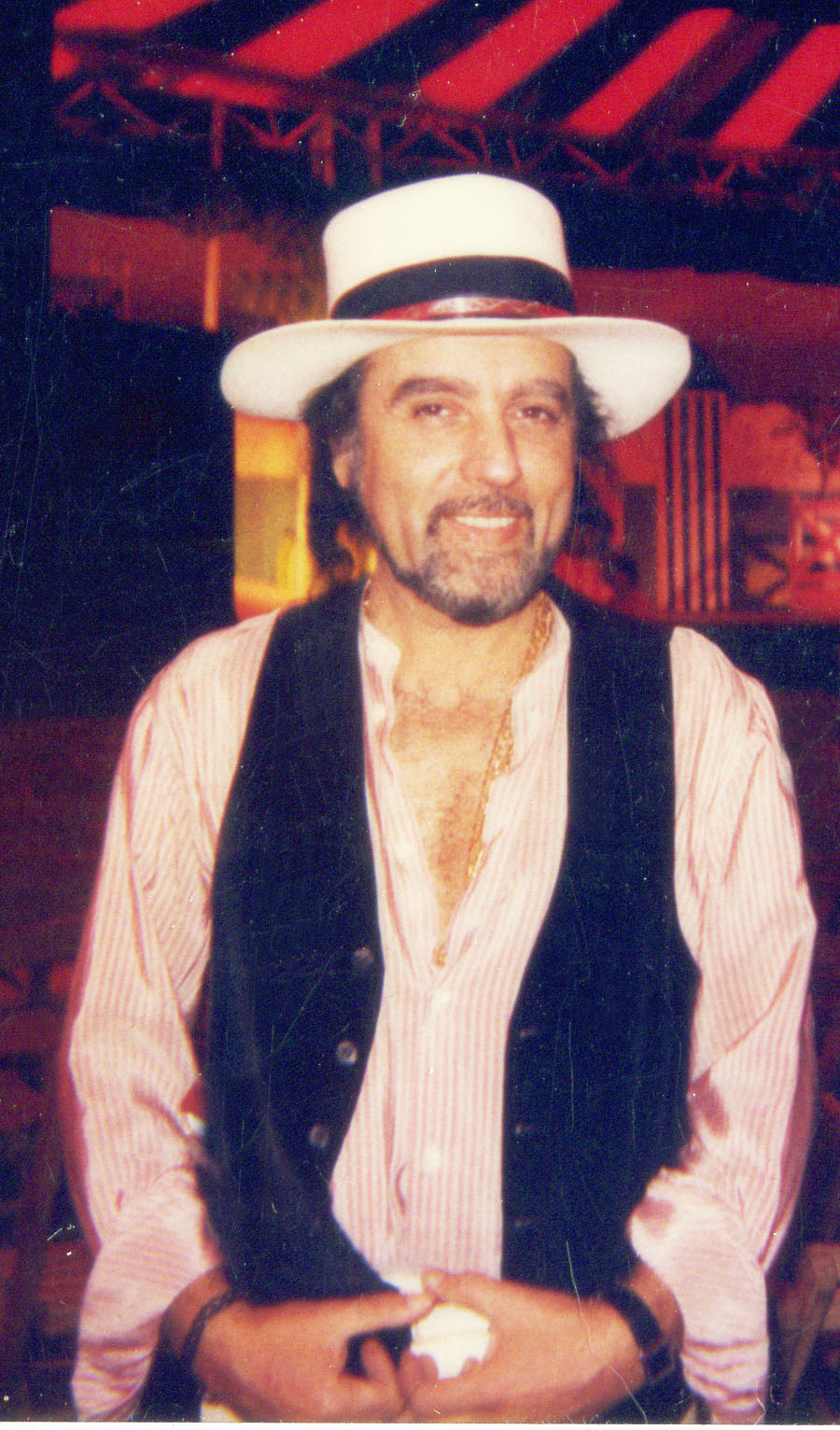
Danyel Gérard (* 1939)

- Gerard, Dorothea (1855–1915), britisch-österreichische Autorin
- Gerard, Eddie (1890–1937), kanadischer Eishockeyspieler und -trainer
- Gerard, Emily (1849–1905), britisch-österreichische Autorin
- Gérard, Étienne-Maurice (1773–1852), französischer General und Staatsmann, Pair und Marschall von Frankreich
- Gérard, François (1770–1837), französischer Porträtmaler
- Gérard, Fred (1924–2012), französischer Jazztrompeter
- Gerard, Gil (* 1943), US-amerikanischer Schauspieler
- Gerard, James W. (1867–1951), US-amerikanischer Diplomat und Jurist
- Gérard, Joachim (* 1988), belgischer Rollstuhltennisspieler
- Gerard, John (1545–1612), englischer Botaniker
- Gérard, Joseph (1831–1914), französischer Missionar, Seliger
- Gérard, Louis (1899–2000), französischer Unternehmer und Autorennfahrer
- Gérard, Marguerite (1761–1837), französische Malerin und Radiererin
- Gérard, Méline (* 1990), französische Fußballspielerin
- Gérard, Olivier (* 1973), französischer Komponist und Gitarrist
- Gérard, Patrick (* 1961), französischer Mathematiker
- Gérard, Philippe-Louis (1737–1813), französischer und Schriftsteller
- Gerard, Ralph W. (1900–1974), US-amerikanischer Physiologe
- Gerard, Redmond (* 2000), US-amerikanischer Snowboarder
- Gérard, René (1894–1976), französischer Radrennfahrer
- Gérard, Rolf (1909–2011), britischer Bühnenbildner und Maler deutscher Herkunft
- Gérard, Rosemonde (1866–1953), französische Schriftstellerin
- Gérard, Théodore (1829–1902), belgischer Genre- und Porträtmaler sowie Radierer
- Gérard, Vincent (* 1986), französischer Handballspieler
- Gerarde, Dyricke, franko-flämischer Komponist der Renaissance in England
- Gerardi, Giulio (1912–2001), italienischer Skilangläufer
- Gerardi, Juan (1922–1998), guatemaltekischer Geistlicher, römisch-katholischer Bischof
- Gerardi, Kellie (* 1989), US-amerikanische kommerzielle Astronautin und InfluencerinKellie Gerardi (* 1989)

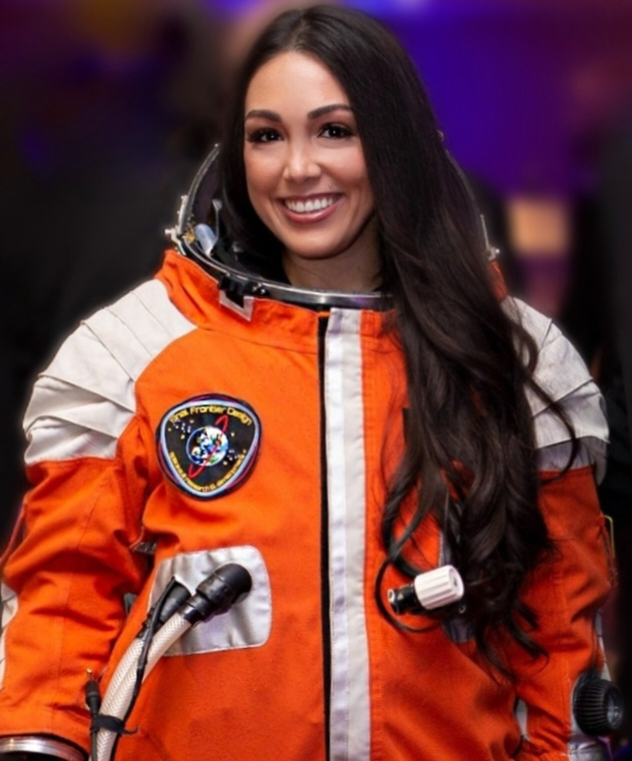
Kellie Gerardi (* 1989)

- Gerardi, Massimo (* 1966), italienischer Balletttänzer und Choreograf
- Gerardi, Roberto (1919–1995), italienischer Kameramann
- Gérardin, Alex (* 1947), französischer Radrennfahrer
- Gérardin, Louis (1912–1982), französischer RadrennfahrerLouis Gérardin (1912–1982)

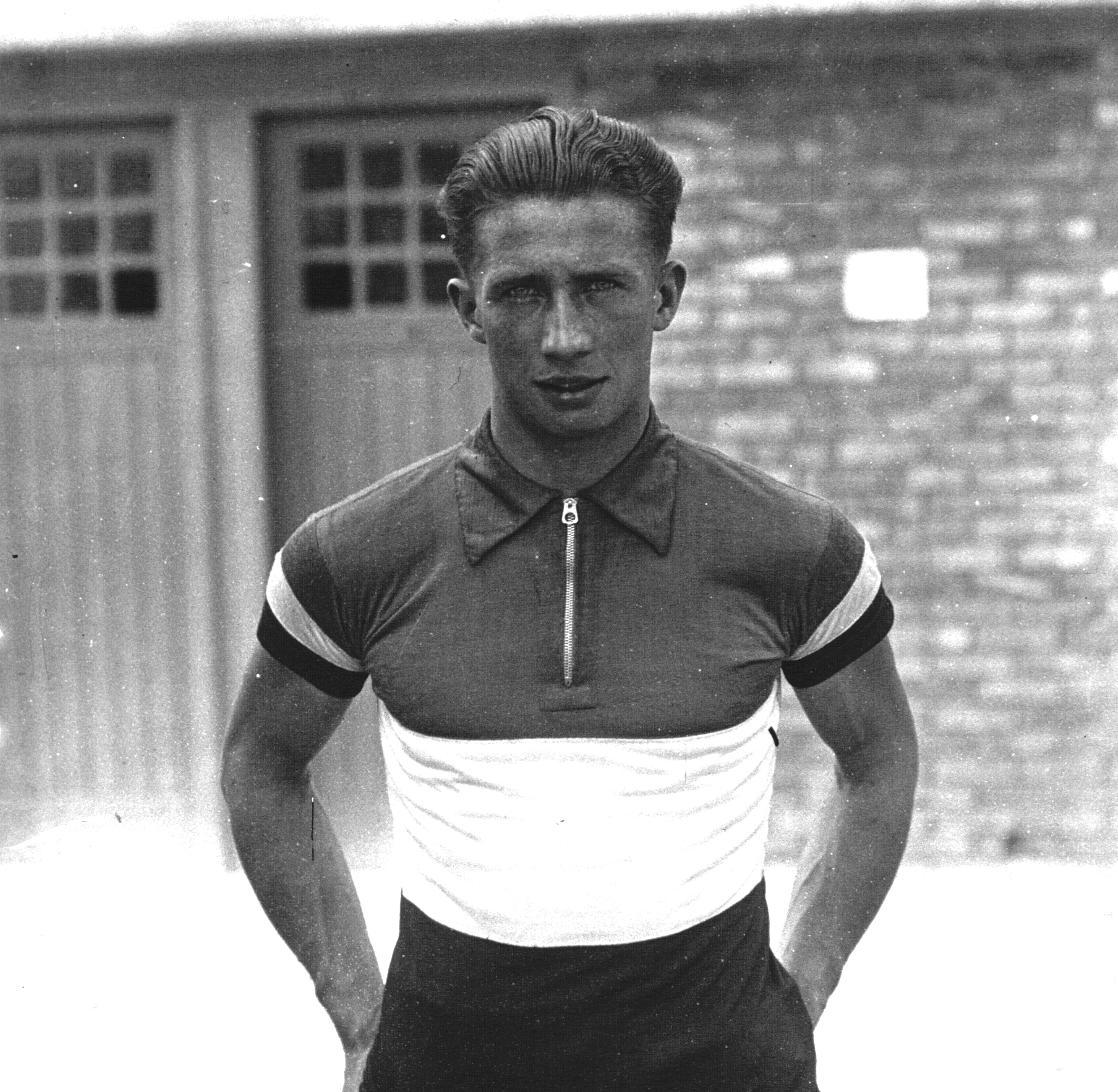
Louis Gérardin (1912–1982)

- Gerardo Allucingoli († 1208), römisch-katholischer Kardinal
- Gerardo di Monforte, Gründer der Gerardisten-Häresie
- Gerards, Alois (1888–1971), deutscher Politiker und 1949 und Landrat des Kreises Monschau (1958–1964)
- Gerards, Eugen (1904–1985), deutscher Landwirt, Politiker (CDU), MdL
- Gerards, Marcus der Ältere, flämischer Renaissancemaler, Grafiker und Graveur
- Gerards, Marcus der Jüngere († 1636), flämischer Renaissancemaler
- Gerards, Piet (* 1950), niederländischer Grafikdesigner und Verleger
- Gerards, Roy (* 1989), niederländischer Poolbillardspieler
- Gérardy, Paul (1870–1933), belgischer Schriftsteller und Dichter
- Gerardy, Theo (1908–1986), deutscher Geodät und Papierhistoriker
- Gerartz, André (* 1993), deutscher Eishockeyspieler

### Geras
- Gerasch, Alfred (1877–1955), deutscher Schauspieler
- Gerasch, Marita, deutsche Moderatorin und Schauspielerin
- Gerasch, Sebastian (* 1979), deutscher Schauspieler
- Gerasch, Sylvia (* 1969), deutsche Schwimmerin
- Gerasch, Willi (1920–2007), deutscher Ingenieur und Mitglied der Volkskammer der DDR
- Geraschtschenko, Anton (* 1979), ukrainischer Berater und stellvertretender Innenminister
- Gerasimenko, Dmitri (* 1987), russischer und heutiger serbischer Judoka und Samboka
- Gerasimos († 475), Mönch und Einsiedler
- Gerasimos I. († 1321), Patriarch von Konstantinopel
- Gerasimou, Anna (* 1987), griechische Tennisspielerin
- Gerasimov, Alexander, deutscher American-Football-Spieler
- Geraskow, Iwajlo (* 1954), bulgarischer Film- und Theaterschauspieler
- Geraskow, Ljubomir (* 1968), bulgarischer Turner
- Gerassi, Fernando (1899–1974), spanisch-amerikanischer Maler sephardischer Herkunft
- Gerassimenko, Kirill (* 1996), kasachischer Tischtennisspieler
- Gerassimenko, Swetlana (1945–2025), sowjetische bzw. tadschikische Astronomin
- Gerassimez, Alexej (* 1987), deutscher Perkussionist und Komponist
- Gerassimez, Wassily (* 1991), deutscher Cellist und Komponist
- Gerassimjonok, Irina Alexandrowna (* 1970), russische Sportschützin
- Gerassimow, Alexander Michailowitsch (1881–1963), sowjetischer Künstler
- Gerassimow, Alexander Petrowitsch (1959–2020), russischer Eishockeyspieler
- Gerassimow, Alexei Alexejewitsch (* 1993), russischer Fußballspieler
- Gerassimow, Anatoli (1945–2013), russischer Jazzmusiker (Saxophon, Flöte), Komponist und Arrangeur
- Gerassimow, Gennadi Iwanowitsch (1930–2010), sowjetischer DiplomatGennadi Iwanowitsch Gerassimow (1930–2010)

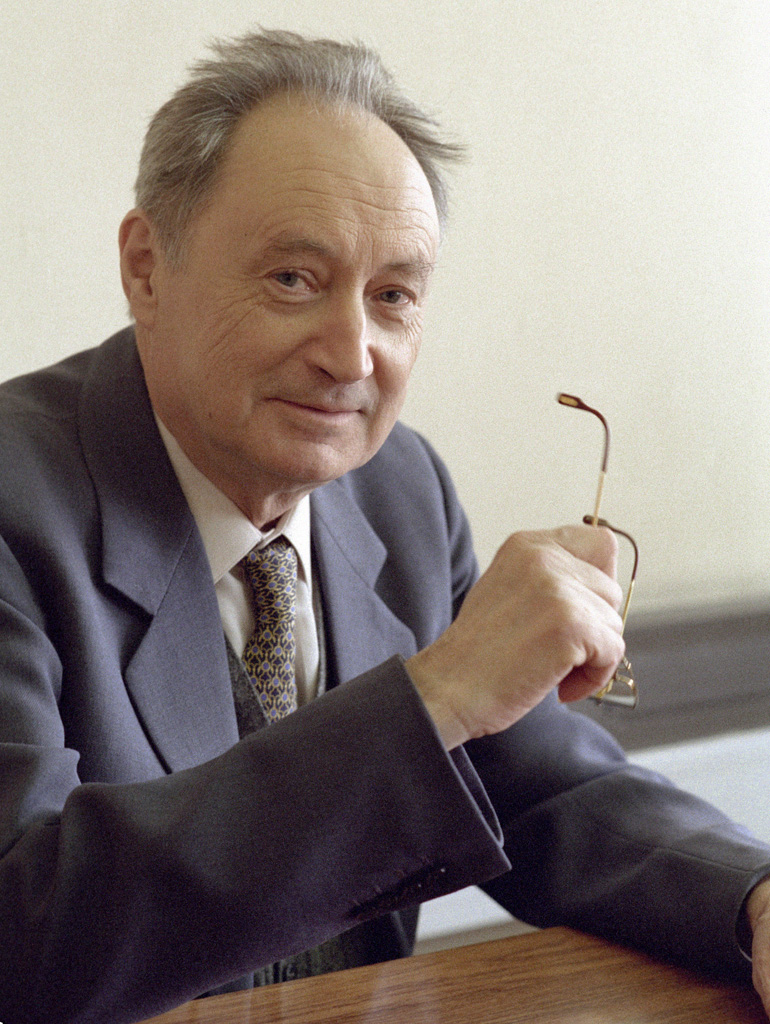
Gennadi Iwanowitsch Gerassimow (1930–2010)

- Gerassimow, Innokenti Petrowitsch (1905–1985), russischer Bodenkundler und Geograph
- Gerassimow, Kiril (* 1946), bulgarischer Eishockeyspieler
- Gerassimow, Kirill (* 1971), russischer Pokerspieler
- Gerassimow, Michail Michailowitsch (1907–1970), sowjetischer Archäologe, Anthropologe und Bildhauer
- Gerassimow, Michail Prokofjewitsch (1889–1939), russischer Schriftsteller
- Gerassimow, Pawel Alexandrowitsch (* 1979), russischer Leichtathlet
- Gerassimow, Sergei Apollinarijewitsch (1906–1985), sowjetischer Filmregisseur, Drehbuchautor und Schauspieler
- Gerassimow, Sergei Wassiljewitsch (1885–1964), russisch-sowjetischer Landschafts- und Porträtmaler
- Gerassimow, Waleri Wassiljewitsch (* 1955), russischer General
- Gerassimow, Witali Petrowitsch (* 1977), russischer Generalmajor
- Gerassimowa, Anna Georgijewna (* 1961), sowjetische bzw. russische Übersetzerin, Liedermacherin und Lyrikerin
- Gerassimowa, Walerija Anatoljewna (1903–1970), russisch-sowjetische Schriftstellerin und Literaturkritikerin
- Gerassimowitsch, Boris Petrowitsch (1889–1937), ukrainisch-russischer Astronom, Astrophysiker und Hochschullehrer

### Gerat
- Gerat, Jasmin (* 1978), deutsche Schauspielerin und ModeratorinJasmin Gerat (* 1978)

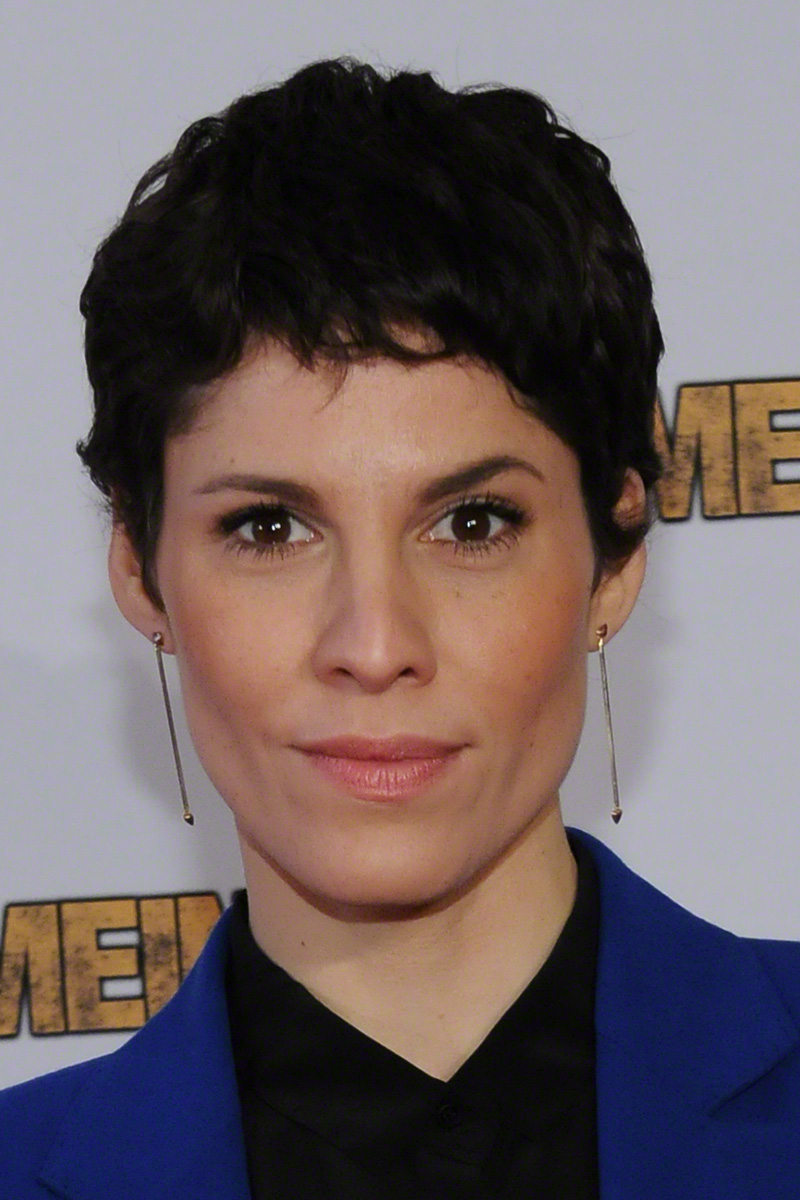
Jasmin Gerat (* 1978)

- Gerathewohl, Fritz (1896–1956), deutscher Pädagoge und Rhetoriker
- Geratsch, Friedel (* 1951), deutscher Musiker, Gründer und Sänger der NDW-Band Geier Sturzflug

### Gerau
- Géraud de Salles († 1120), Regularkanoniker und Eremit
- Géraud I. († 1020), Graf von Armagnac (995–1020)
- Géraud, André (1882–1974), französischer Journalist
- Géraud, Céline (* 1968), französische Judoka und Fernsehmoderatorin
- Gerauer, Franz (1869–1952), deutscher Landwirt und Politiker (BVP), MdR
- Gerauer, Franz (1900–1987), deutscher Landwirt, Bürgermeister und Mitglied des bayerischen Senats

### Geray
- Geray, Steven (1904–1973), US-amerikanischer Schauspieler